# Pierrette Bloch
Pour les articles homonymes, voir Bloch.

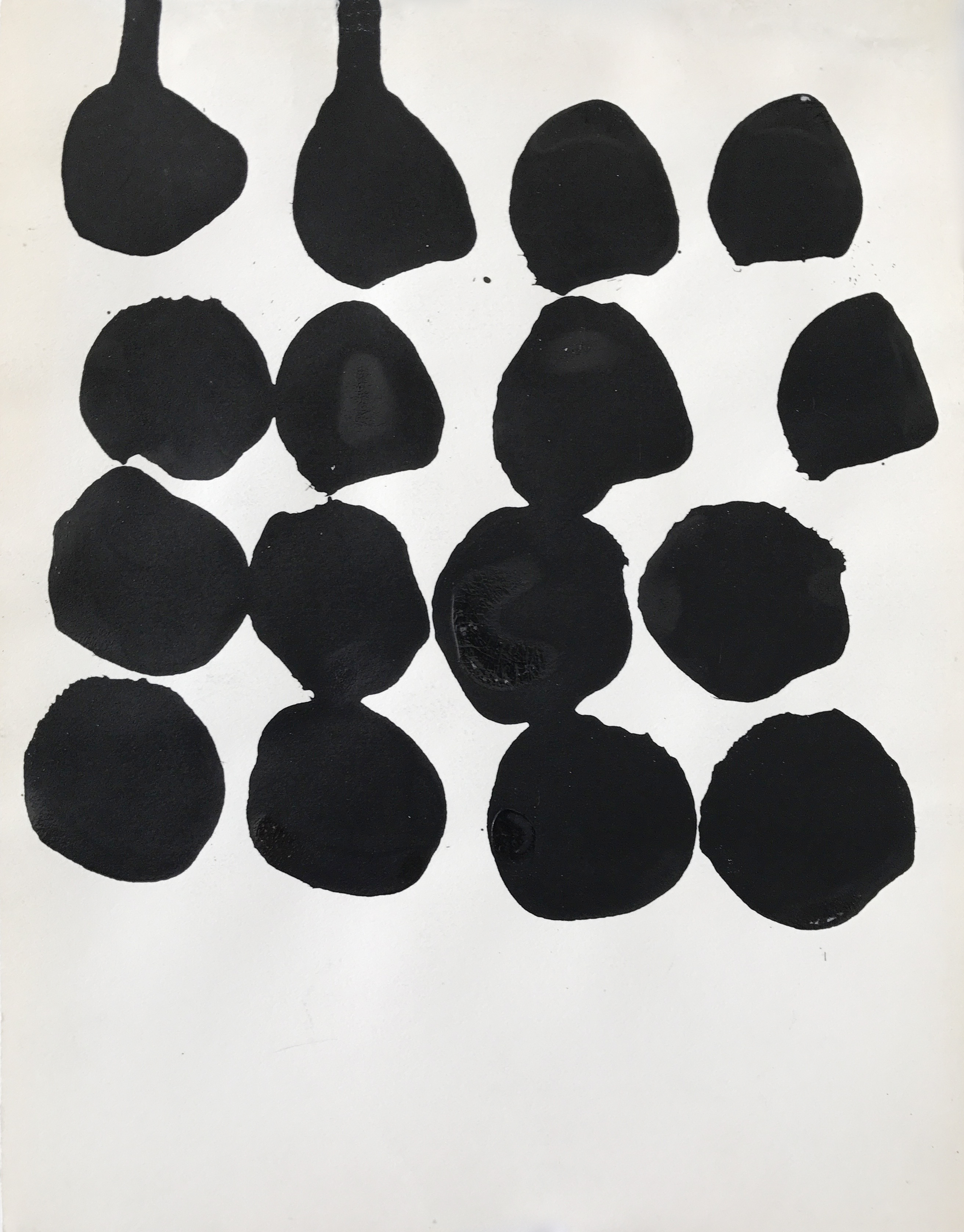
Encre sur papier Canson, N°877,1976.

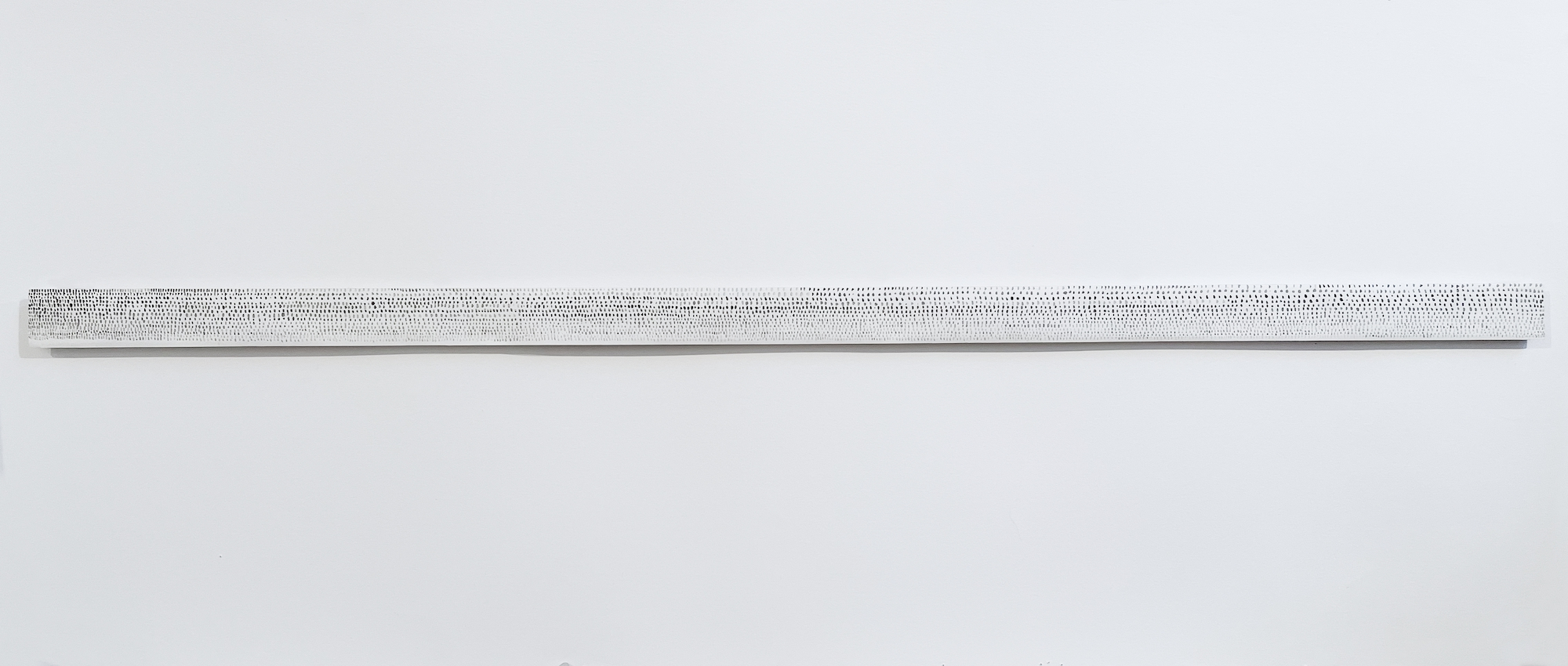
Ligne de papier N°7, 2001.

Pierrette Bloch, née le 16 juin 1928 à Paris et morte dans cette même ville le 7 juillet 2017,, est une artiste plasticienne suisse. Son œuvre est marquée par le minimalisme et l'économie de moyens, utilisant au fil des années aussi bien la peinture, le collage, le tissage et la sculpture.

## Biographie
Après des études de droit puis de lettres dans l'immédiate après-guerre, Pierrette Bloch étudie le dessin et la peinture chez Jean Souverbie (1947), André Lhote (1948) et Henri Goetz (1949). C'est ce dernier qui la présente cette année-là à Pierre Soulages avec lequel elle se lie d'une longue amitié. Ses débuts en peinture sont incertains : si, dès 1951, elle expose aussi bien à Paris qu’aux États-Unis (où elle séjournera à plusieurs reprises), les années 1950 et 1960 seront surtout pour elle une longue période de recherches et d'expérimentations. C'est probablement un séjour dans le New York de la fin des années 1960 qui déclenche sa première série d’œuvres vraiment originale, de grands collages sur isorel faits de papiers unis et déchirés.
Peu après, au tournant des années 1970, elle entame son travail d'encre sur papier — où les taches et points qu'elle jette sur le blanc du papier s'organisent entre ordre et désordre, avec un mélange de gravité et d'humour qui n'appartient qu'à elle. Si ce travail l'accompagnera pour le reste de sa vie, sa recherche demeurera constante, l'amenant par exemple à réaliser d'impressionnants monochromes noir sur noir dès 1973, puis à élargir le registre des matériaux qu'elle emploie, ajoutant à l'encre de Chine le pastel gras ou sec, la mine de plomb, le fusain et la craie.
1973 marque une autre rupture notable dans son travail, puisqu'elle se lance alors dans l'assemblage et le feutrage de vastes ensembles de cordes et fils qui s'affineront petit à petit en mailles de chanvre (parfois teinté d'encre de Chine) puis de crins de cheval (1978 à 1981). Tout au long des années 1980, ces œuvres s'amenuiseront pour prendre finalement la forme de sculptures presque unidimensionnelles : le crin dessine alors des boucles plus ou moins serrées sur un fil de nylon horizontal tendu entre deux pointes fichées dans le mur, et pouvant avoir jusqu'à plusieurs mètres de long.

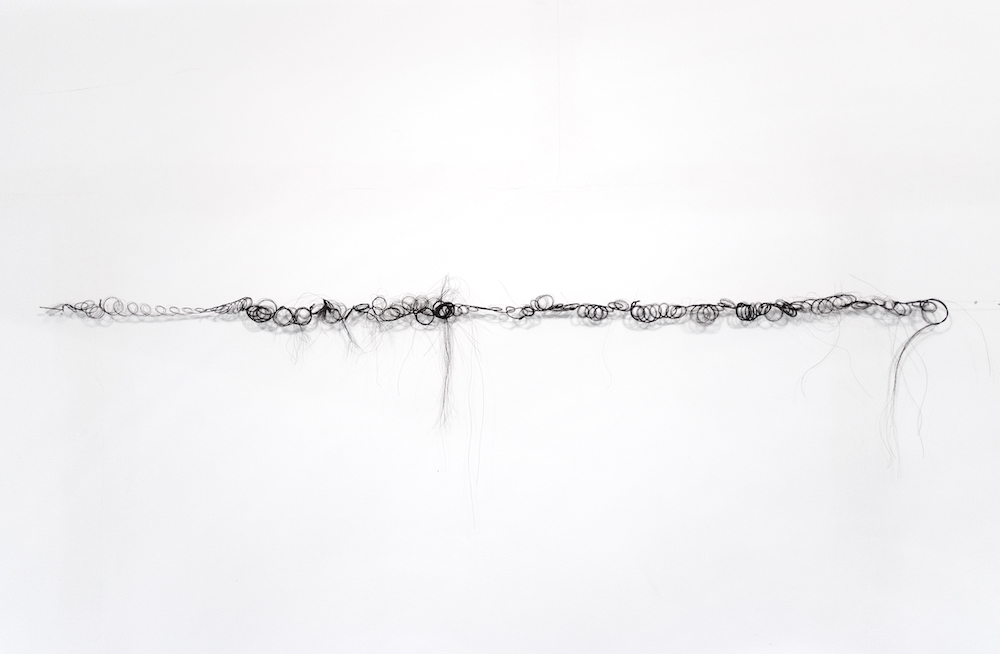
Sculpture de crin N°GB21, 1991.

Le travail de Pierrette Bloch avec les fibres aura au moins deux conséquences sur son travail de peintre. D'abord, les formes d'écriture abstraite que font le chanvre ou le crin noué ou feutré trouveront leur équivalent sur le papier, les boucles d'encre s'y succédant comme autant de lignes sur une page. Elle consacrera par exemple en 1986 une remarquable série de dessins de boucles écrites sur papier à lettres. Puis son travail sur l'horizontale aura une forme d'aboutissement dans les lignes de papier qu'elle réalise à partir de 1994 et pendant une dizaine d'années. Sur des formats très allongés (plusieurs mètres, le plus souvent, et jusqu'à plus de dix mètres), elle inscrit à l'infini ses points à l'encre de Chine, créant ainsi sur ces lignes de papier un rythme et un territoire qu'elle nomme « lieu d’incertitude ».

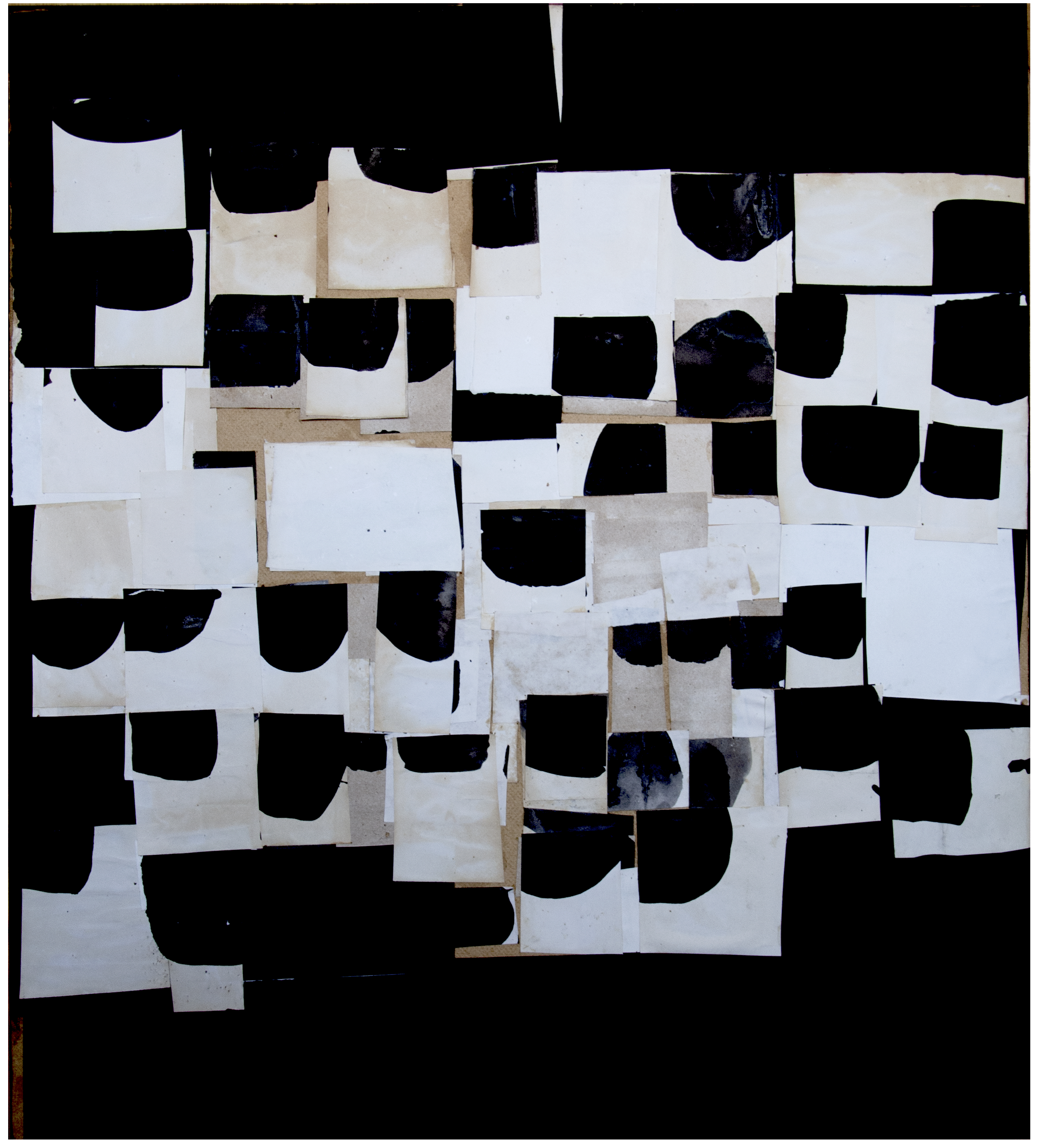
Collage N°15: papiers encrés, découpés et collés sur isorel, 1973

La dernière décennie de sa vie la verra se lancer dans des projets de plus en plus libres, où le travail de la répétition s'intensifiera, à la fois dans une pauvreté de moyens toujours accrue, mais aussi dans la réalisation de polyptyques de grand format qu'elle montrera à la galerie Karsten Greve à l'occasion de la FIAC 2015 puis de son exposition rétrospective en 2017.
Décédée en juillet 2017 dans son appartement parisien, elle repose au cimetière du Père-Lachaise.

### Prix
- 2005 : Prix Maratier 2005 de la fondation Pro-MAHJ pour l’ensemble de son œuvre[7].

## Sélection d'expositions
- 1949 : Salon des surindépendants, Paris
- 1951 : Hacker Gallery, New York, États-Unis
- 1951 : Galerie Mai, Paris[6]
- 1963 : Peintures récentes, galerie Georges Bongers, Paris
- 1971 : Collages, galerie La Roue, Paris
- 1976 : Musée de l'Abbaye Sainte-Croix, Les Sables-d'Olonne
- 1978 : Encres et mailles, galerie de France, Paris
- 1986 : Lignes, mailles et fils de crin, galerie Faust, Genève, Suisse
- 1987 : Musée d'Art Moderne, Troyes
- 1993 : Lignes et dessins de crin, galerie Rosa Turetsky, Genève, Suisse
- 1998 : Maison des Arts Georges-Pompidou, Cajarc
- 1999 : Dessins, encres et collages, Musée de Grenoble.
- 1999 : Musée des Beaux-Arts, La-Chaux-de-Fonds, Suisse
- 2002 : Cabinet d’art graphique du Centre Pompidou, Paris
- 2003 : Lignes et crins, Musée Picasso, Antibes
- 2004 : Œuvres récentes, galerie Frank Elbaz, Paris
- 2005 : Galerie Stadtpark, Krems, Autriche
- 2006 : Musée d'art et d'histoire du Judaïsme, Paris
- 2006 : Galerie Marwan Hoss, Paris
- 2007 : Collages 1953-1977, galerie Lucie Weill & Seligmann, Paris
- 2009 : Musée Fabre, Montpellier[8]
- 2010 : Participation à l'exposition « On line », MOMA, New York, États-Unis
- 2011 : Galerie Karsten Greve, Cologne, Allemagne
- 2011 : Œuvres de 1975 à 2011, galerie Rosa Turetsky, Genève, Suisse
- 2013 : Pierrette Bloch, l'intervalle, Musée Jenisch, Vevey, Suisse[9]
- 2014 : Punkt, Linie, Poesie, Museum Pfalzgalerie, Kaiserslautern, Allemagne[6].
- 2015 : Œuvres récentes, galerie Karsten Greve, Paris
- 2017 : Un certain nombre d’œuvres. 1971-2016, galerie Karsten Greve, Paris[6]
- 2018 : Quelques traits, galerie Karsten Greve, Paris.
- 2020 : The dotted line, galerie Karsten Greve, St. Moritz, Suisse.
- 2021 : Saison contemporaine « Pierrette Bloch », Musée Fabre, Montpellier.
- 2022 : Participation à l'exposition « Écrire, c'est dessiner », Centre Pompidou-Metz.
- 2022 : Participation à l'exposition « Gribouillage/Scarabocchio », Villa Médicis, Académie de France à Rome, Italie, et École des Beaux-Arts, Paris.
- 2022 : Participation à l'exposition « Women in Abstraction », exposition itinérante au Centre Pompidou West Bund Museum, Shanghai, Chine.
- 2024 : Discrete Series. Pierrette Bloch, l'amie peintre. Musée Soulages, Rodez.
- 2024 : Différence et répétition, galerie Karsten Greve, Paris.
- 2025:  Pierrette Bloch: La peinture par d'autres moyens, Musée d'Art moderne et contemporain de Saint-Étienne Métropole
- 2025: Pierrette Bloch: Essence, galerie Karsten Greve, Cologne, Allemagne

## Collections publiques
- Museum of Modern Art, New York[6],[10]
- New York Public Library, New York
- Metropolitan Museum of Art, New York
- Josef & Anni Albers Foundation, Bethany
- Musée national d'art moderne, Centre Georges-Pompidou, Paris[11]
- Musée d'Art moderne de la ville de Paris, Paris[12]
- Fonds national d'art contemporain, Paris[13]
- Fondation Louis Vuitton, Paris
- Manufacture nationale des Gobelins, collection Mobilier national, Paris
- Musée d'art et d'histoire du Judaïsme, Paris
- Musée de l'abbaye Sainte-Croix, Les Sables-d'Olonne
- Musée de Grenoble
- Musée Fabre, Montpellier[14]
- Musée Picasso, Antibes
- Fonds régional d'art contemporain des Pays de Loire
- Fonds régional d'art contemporain de Bretagne
- Fonds régional d'art contemporain de Picardie
- Fonds régional d'art contemporain de Lorraine
- MAMCO, Musée d'Art moderne et contemporain, Genève
- Musée d'art et d'histoire, Neuchâtel
- Museum Bellerive, Zurich
- Fonds cantonal d'art contemporain, Genève
- Nestlé Art Collection, Musée Jenisch, Vevey
- Musée d'Eilat, Israël
- Stedelijk Museum, Amsterdam
- Fondación Stämpfli, Sitgès

## Publications
- Discours & Circonstances, Éditions Méridianes, 2013
- Mémoires d'Antoine Chantin, Éditions Sylvain Courbois, 2020

#### Ouvrages généraux
- Élisabeth Védrenne et Valérie de Maulmin, Les Pionnières : dans les ateliers des femmes artistes du XXe siècle, photographies de Catherine Panchout, Paris, Somogy éditions d'art, 2018  (ISBN 978-2-7572-1305-6) Avec Etel Adnan, Geneviève Asse, Pierrette Bloch, Geneviève Claisse, Parvine Curie, Sheila Hicks, Shirley Jaffe, Véra Molnar, Aurélie Nemours, Marta Pan et Judit Reigl.
- Marie-Jo Bonnet, Les Femmes artistes dans les avant-gardes, Éditions Odile Jacob, 2006
- Dictionnaire Bénézit

#### Sur Pierrette Bloch
- Françoise Cachin-Nora in Cimaise, n° 127-128, 1976
- Pierre Encrevé, L'Ombre de l'écriture, Entretien avec Pierrette Bloch, Maison des arts Georges-Pompidou, Cajarc, 1998
- Alfred Pacquement, Olivier Kaeppelin, Yves Le Fur, Lignes d'encre, lignes de crin, Centre Pompidou, 2002.
- Pamela Lee, Julie Enckell-Julliard, Catherine de Zegher, Nicolas Muller, Laurence Schmidlin, Pierrette Bloch, Éditions Ringier, 2013
- Arthur Cohen, en collaboration avec Serge Lemoine, Jean-Michel Le Lannou et Pierre Soulages, dossier "Gros plan sur un artiste contemporain: Pierrette Bloch", suivi du texte d'Arthur Cohen "Le Regard Acrobate – Sculptures de crin de Pierrette Bloch" revue L'Argilète, n°3, p. 69-104, Paris, Éditions Hermann, 2011.
- Collectif, Pierrette Bloch: textes critiques et entretiens, Coédition Bernard Chauveau/Méridianes, 2021